# ميغدونيا
ميغدونيا (بالإنجليزية: Mygdonia) كانت منطقة تاريخية قديمة تقع في مقدونيا القديمة، وهي تُشكّل اليوم جزءًا من مقاطعة سالونيك ضمن إقليم مقدونيا الوسطى في اليونان.

## التاريخ
في العصور القديمة، كانت ميغدونيا مأهولة من قِبل قبائل الميغدونيين التراقية. وقد استولى عليها لاحقًا المقدونيون، وضموها إلى مملكتهم. كانت هذه المنطقة على درجة من الأهمية بسبب موقعها الاستراتيجي بين نهر أكسيوس (المعروف اليوم بنهر واردار) وجبال خورتياتيس، مما منحها دورًا في التجارة والدفاع.

## الجغرافيا
تضم ميغدونيا القديمة الأراضي التي تقع حول بحيرة كورونيا وبحيرة فولفي، وتمتد حتى خليج ثيرمايكوس. من المدن القديمة التي كانت ضمن هذه المنطقة:
- ثيرمي

- أبولونيا (ميغدونيا)

- ليتوس (اليونان)

- آريبويا

- كالينديا

- كامبي

## علم الآثار
كشفت الحفريات الأثرية عن وجود مستوطنات بشرية منذ العصر الحجري الحديث، مما يشير إلى أن ميغدونيا كانت مأهولة منذ آلاف السنين. كما تم العثور على مقابر وأدوات وأطلال معمارية تعود إلى العصر الكلاسيكي والهيلينستي.

## اليوم
تُشكّل المنطقة جزءًا من محافظة سالونيك في اليونان الحديثة، وما زالت تحمل اسم "ميغدونيا" في بعض الدوائر الإدارية. تضم المنطقة العديد من القرى والمدن الصغيرة، وتُعدّ منطقة زراعية مزدهرة.